# Guangxi Pingguo Haliao
El Guangxi Pingguo Haliao (en chino tradicional, 廣西平果哈嘹足球俱樂部; en chino simplificado, 广西平果哈嘹足球俱乐部; pinyin, Guǎngxī Píngguǒ Hāliáo Zúqiú Jùlèbù es un equipo de fútbol de China que juega en la Primera Liga China, la segunda división nacional.

## Historia
Fue fundado el 27 de febrero de 2018 en la ciudad de Liuzhou por la Baoyun Real Estate Development Co. el nombre Guangxi Baoyun F.C.. y participó en la liga provincial, dirigidos por Liuzhou Ranko lograron la clasificación a la Liga China de Campeones para la temporada 2018. Gracias a la desaparición de varios equipos en la temporada 2019 logró ser admitido en la Segunda Liga China luego de alcanzar la fase final en la cuarta división.
Antes de iniciar la temporada 2021 en la China League Two el club se mudó a la ciudad de Pingguo y pasó a llamarse Guangxi Pingguo Haliao F.C. El club logró clasificar a los play-offs ante el Xinjiang Tianshan Leopard donde ganó por 1–0 en el marcador global y logró el ascenso a la Primera Liga China por primera vez. En su debut en la segunda división terminó en la posición 11, temporada en la que puso el récord de empates en una temporada en la historia de fútbol chino con 17.

## Entrenadores
- Han Zhenyuan (2018)
- Wang Jung-hyun (2018–2019)
- Pei Encai (2019)
- Yang Lin (2019)
- Zhao Changhong (2020 – 2021)
- Yang Lin (Abr 2021–Jul 2022)
- Óscar Céspedes (Jul 2022–Sep 2022)
- Zhao Changhong (Sep 2022–Nov 2022)
- Jiang Chen (Nov 2022–Oct 2023)
- Gabri (Dic 2023–Abr 2024)
- André Gaspar (May 2024-)